# Funt
Funt (în maghiară font) este o veche unitate de măsurat masa, în Transilvania. În anul 1690, un funt avea, în Ardeal, greutatea aproximativă de 0,38 kg. După anul 1690 și până în anul 1721, funtul cântărea 0,44 kg. După anul 1721, funtul primește valoarea de 0,56 kg, devenind a 100-a parte dintr-o majă. Această valoare s-a păstrat în Transilvania până la introducerea noului sistem internațional, în anul 1874.